# 氨基酸合成

三氨基己酸三嗪（TACT）的合成

氨基酸合成是生物代谢过程中由其他化合物合成各种氨基酸的一系列酶促生化反应。

## 合成能力
并非所有生物都能自身合成全部氨基酸，能在生物体内合成的氨基酸称为非必需氨基酸，不能在生物体内合成的氨基酸则称为必需氨基酸。
动物不能合成全部氨基酸，昆虫不能合成甘氨酸。人类最多只能合成20种标准氨基酸中的11种，成年人体内不能合成其余9种包括苏氨酸、赖氨酸、色氨酸、苯丙氨酸、缬氨酸、甲硫氨酸、亮氨酸和异亮氨酸等要从食物中吸收的氨基酸。（也有研究认为必需氨基酸应是以上8种再加组氨酸，共9种）。婴幼儿时期的人类体内也能合成少量精氨酸与组氨酸。精氨酸、甘氨酸、脯氨酸、谷氨酸、丝氨酸、半胱氨酸、天冬酰胺和酪氨酸在某些特定条件下也是人类的必需氨基酸。
(例如, 成人可利用尿循环urea cycle合成出足够的精氨酸但孩童却不能.)  
合成非必需氨基酸的途径比必需氨基酸的较为简单。几种非必需氨基酸的合成途径的概述见下：
- 谷氨酸由α-酮戊二酸在谷氨酸脱氢酶催化下还原氨化产生。

- 丙氨酸由丙酮酸经转氨作用合成。

- 天冬氨酸由草酰乙酸经转氨作用合成。

- 谷氨酰胺由谷氨酸与氨合成。

- 天冬酰胺的合成方式和谷氨酰胺的类似，由天冬氨酸与氨合成。

- 脯氨酸和精氨酸都由谷氨酸产生。

- 丝氨酸由3-磷酸甘油酸形成，是甘氨酸及半胱氨酸的前体。

- 酪氨酸由苯丙氨酸（一种必需氨基酸）经羟化产生。

## 氮的来源
进行氨基酸合成前要解决的基本问题是获得以易于利用的形式存在的氮元素。这一过程在生物圈中主要由具有固氮能力的微生物将惰性的氮分子还原成两个氨分子来完成。微生物可利用三磷酸腺苷及具有强还原性的已还原了的铁氧化还原蛋白来将氮分子还原为氨分子，而固氮酶中的铁钼簇合物能催化氮的固定。已固定的氮在微生物体内中以胺类化合物的形式存在。较高级的生物耍依靠摄入微生物固定的氮来合成氨基酸。微生物固定的氮是所有氨基酸中的氮的来源。

## 立体化学控制
在氨基酸合成过程中要攻克的主要问题之一是立体化学控制（stereochemical control）。由于所有氨基酸中除甘氨酸外其余都是不对称的，所以通过生物合成途径必须能以高度选择性产生是两种互为对映异构物的氨基酸中正确的一种。在各种氨基酸合成途径中，α-碳原子上的立体化学性质都是由一种有磷酸吡哆醛参与的转氨反应产生的。几乎所有催化转氨反应的转氨酶的基因都遗传自同一祖先。

## 氨基酸合成调节
氨基酸的生物合成途径在很大程度上是被限制的，仅当供应短缺时才会合成。氨基酸合成中高浓度的代谢最终产物（亦即合成的氨基酸）往往会抑制在该途径前期起作用的酶的活性。一般可以对某种氨基酸浓度感知并作出应答的酶为对应氨基酸的变构酶。这类酶在功能上与天冬氨酸转氨甲酰酶及其调节酶相似。反馈及变构机制保证了合成蛋白质、生物碱等物质及其他过程中需要的氨基酸的量都能保持在较充足而不过量的水平。

## 氨基酸合成
氨基酸都是由α-酮酸开始合成的。它们在合成过程中在特定的转氨酶催化下通过转氨作用从另一个氨基酸分子（一般为谷氨酸）上得到氨基。反应过程可简化为如下方程：
α-酮酸 + 谷氨酸 {\displaystyle \rightleftarrows } 某种氨基酸 + α-酮戊二酸 
谷氨酸自身则是由α-酮戊二酸经胺化形成的。反应过程如下：
α-酮戊二酸 {\displaystyle +NH_{4}^{+}\rightleftarrows } 谷氨酸